# Ymare
Ymare är en kommun i departementet Seine-Maritime i regionen Normandie i norra Frankrike. Kommunen ligger i kantonen Boos som tillhör arrondissementet Rouen. År 2022 hade Ymare 1 228 invånare.

## Befolkningsutveckling
Antalet invånare i kommunen Ymare
| Referens: INSEE |